# Râul Valea Cășăriei, Prahova (Sinaia)
Râul Valea Cășăriei este un curs de apă, afluent de dreapta al râului Prahova în zona orașului Sinaia. 

## Hărți
- Munții Bucegi  Arhivat în 28 mai 2008, la Wayback Machine.
- Harta Munții Bucegi
- Harta Munții Bucegi
- Harta județului Prahova